# Mini Electric
Mini Electric är en elbil, tillverkad av den tyska biltillverkaren BMW:s engelska dotterbolag MINI sedan 2019.

## Generation 1
Den första versionen Mini Electric är en elkonverterad tredje generationen Mini Hatch där förbränningsmotorn bytts ut mot drivlinan från en BMW i3. Bilarna byggs i Minis brittiska huvudfabrik i Cowley, Oxfordshire.

### Motorer
| Modell    | Årsmodell | Motor        | Effekt | Vridmoment | Batterikapacitet |
| --------- | --------- | ------------ | ------ | ---------- | ---------------- |
| Cooper SE | 2020-23   | 1 st elmotor | 135 kW | 270 Nm     | 33 kWh           |

## Generation 2
Den andra generationen Mini Electric presenterades i september 2023. Den bygger på en plattform utvecklad tillsammans med kinesiska Great Wall Motors och bilarna kommer att byggas av Great Wall i Kina.

### Motorer
| Modell    | Årsmodell | Motor        | Effekt | Vridmoment | Batterikapacitet |
| --------- | --------- | ------------ | ------ | ---------- | ---------------- |
| Cooper E  | 2024-     | 1 st elmotor | 135 kW | 290 Nm     | 40 kWh           |
| Cooper SE | 2024-     | 1 st elmotor | 160 kW | 330 Nm     | 54 kWh           |